# Filip al Franței, duce de Orléans
Filip al Franței, duce de Orléans (n. 21 septembrie 1640, Saint-Germain-en-Laye⁠(d), Île-de-France, Franța – d. 9 iunie 1701, Saint-Cloud, Île-de-France, Franța) a fost cel de-al doilea fiu al regelui Ludovic al XIII-lea al Franței și al Annei de Austria, și, astfel, fratele mai mic al viitorului rege Ludovic al XIV-lea al Franței.

## Primii ani
Filip s-a născut la Château de Saint-Germain-en-Laye, la 20 km vest de Paris, pe 21 septembrie 1640.
Născut în prezența tatălui său, a Prințesei Condé, și a Ducesei de Vendôme, la o oră după naștere a fost botezat într-o ceremonie privată de Dominique Séguier, episcop de Meaux și a primit numele de Filip. Ludovic al XIII-lea a vrut să-i acorde titlul de Conte de Artois în onoarea victoriei franceze în Arras în comitatul Artois. Totuși, Ludovic n-a renunțat la tradiție și i-a acordat titlul de Duce de Anjou, titlu acordat tradițional celui de-al doilea fiu al unui monarh francez. După botez, Filip a fost dat în grija guvernantei Françoise de Souvré, marchiză de Lansac, care a avut grijă și de fratele lui mai mare, Ludovic.
Bunicii lui paterni erau regele Henric al IV-lea și regina Maria de Medici; bunicii materni erau regele Filip al III-lea al Spaniei și regina Margareta de Austria. Prin ei era descendent din Carol al V-lea, Împărat Roman și Frederick I, Împărat Roman.
Descendența sa variată a determinat-o pe verișoara sa, Ducesa de Montpensier, să-l numească "cel mai frumos copil din lume". Prietena și confidenta mamei sale, Madame de Motteville, a spus mai târziu, că Filip încă din copilărie dădea dovadă de "o inteligență vie". Urmărind strămoșii săi până la a zecea generație, genealogistul C. Carretier a calculat că a fost aproximativ 28% francez, 26% spaniol, 11% austro-german și 10% portughez, restul fiind italian, slav, englez, savoiard și lorenez..

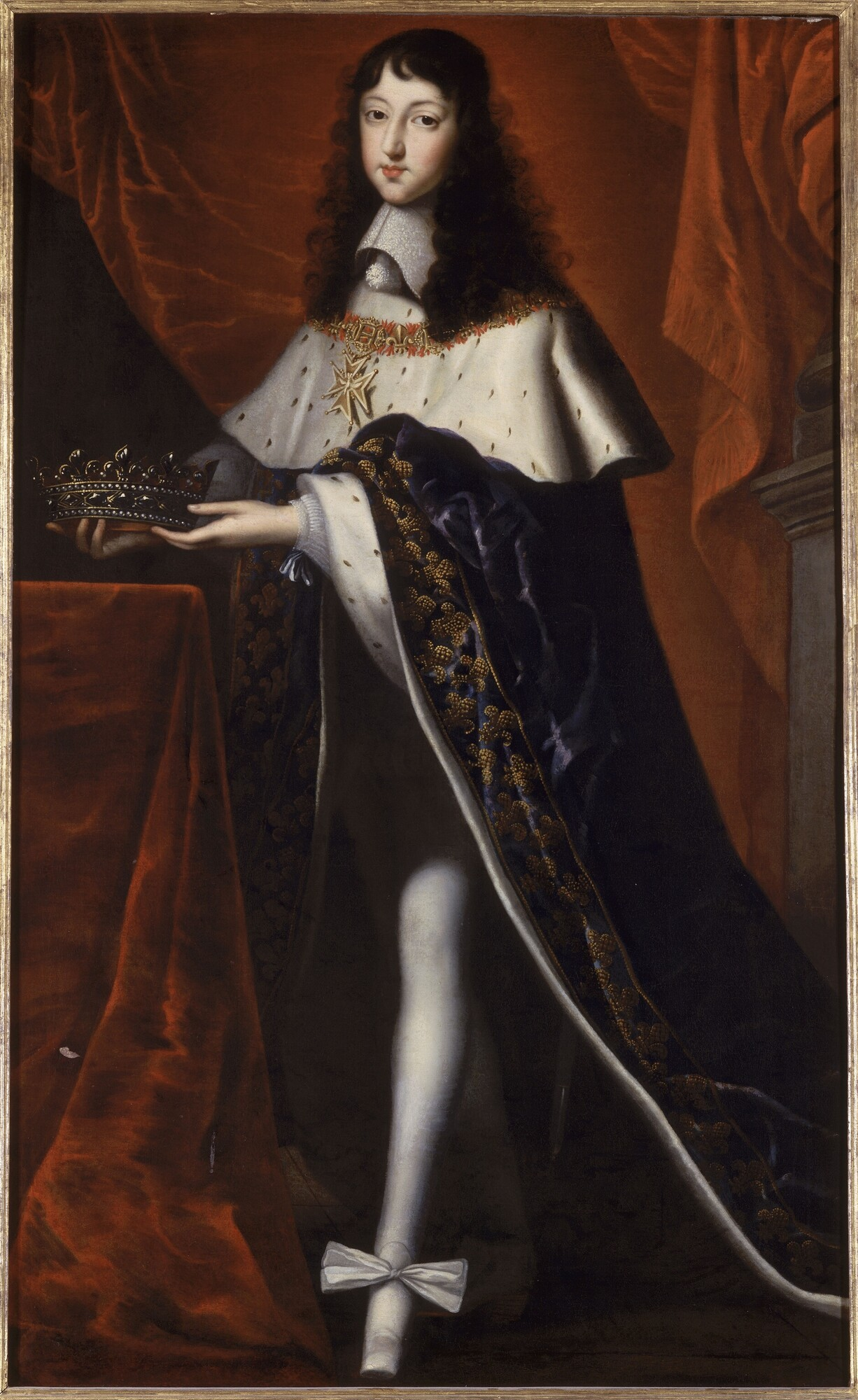
Filip îmbrăcat pentru încoronarea fratelui său, c.1654 de un artist necunoscut.

### Le Petit Monsieur
După moartea tatălui său, Ludovic al XIII-lea, în mai 1643, fratele lui mai mare a devenit regele Ludovic al XIV-lea al Franței. Filip fiind fratele mai mic al regelui, era cunoscut la Curte sub numele le Petit Monsieur pentru a-l distinge de unchiul său, Gaston, Duce de Orléans care, ca frate a regelui anterior purta titlul de Monsieur și care era numit le Grand Monsieur. Timp de aproape douăzeci de ani a fost moștenitorul coroanei franceze, de la urcarea pe tron a fratelui său până la nașterea nepotului său, delfinul Ludovic, în 1661.
La vârsta de șapte ani, în toamna anului 1647, Filip s-a îmbolnăvit de variolă însă s-a vindecat și și-a petrecut convalescența la Palatul Regal. Un an mai târziu, a fost botezat printr-o ceremonie oficială. Nașii săi au fost: unchiul său Gaston d'Orléans și mătușa sa regina Henrietta Maria a Angliei. Mai târziu a fost dat în grija lui François de La Mothe Le Vayer și François-Timoléon de Choisy. De asemenea, a fost educat de ducele de Choiseul. Tutorii lui au fost aleși de Mazarin care a fost numit superintendent al educației prinților de către mama acestora.
Când Filip avea opt ani, a început Fronda, un război civil între două părți principale numite Fronde Parlementaire (1648–1649) și Fronde des nobles (1650–1653). În timpul conflictului, familia regală a fost obligată să părăsească Parisul în noaptea de 9 februarie 1651 spre Saint Germaine evitând revoltele nobililor împotriva lui Mazarin. Pacea a fost restabilită în 1652, Filip s-a mutat la Palatul Tuileries, reședința anterioară a La Grande Mademoiselle și vizavi de Palatul Regal. La încoronarea lui Ludovic al XIV-lea la 7 iunie 1654, Filip a așezat coroana Franței pe capul fratelui său. Toată viața lui, Filip a fost un iubitor al etichetei și la toate ceremonialele se asigura că toate detaliile au fost respectate.

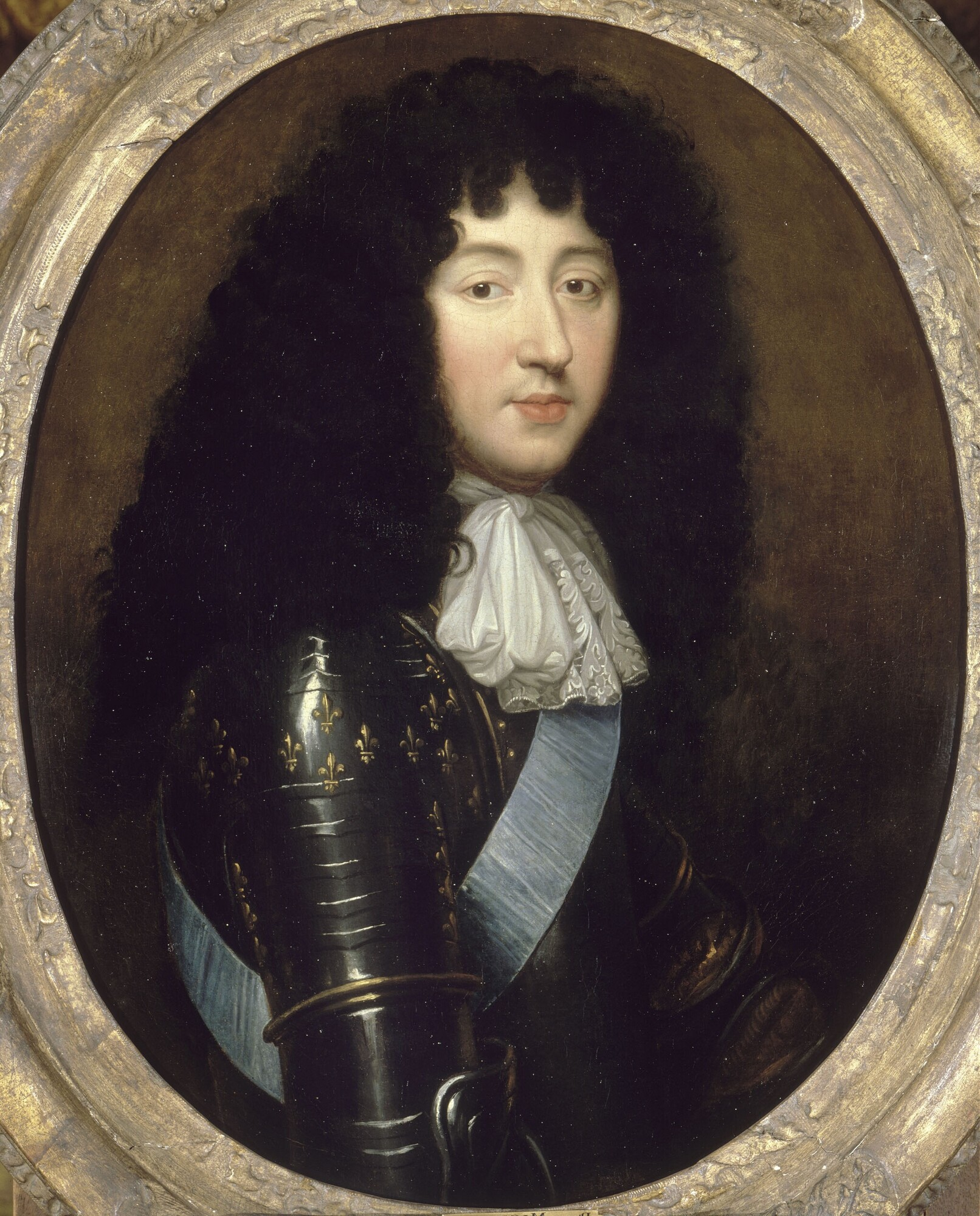
Le Petit Monsieur.

Problema sexualității lui Filip a apărut în 1658 când zvonurile de la Curte spuneau că nepotul lui Mazarin, Philippe Jules Mancini, ducele de Nevers a fost "primul care l-a corupt" pe Filip în ceea ce s-a numit viciul italian – jargonul contemporan pentru homosexualitate.
La sfârșitul lunii iunie 1658, Ludovic s-a îmbolnăvit grav de febră tifoidă și aproape a fost declarat mort. La mijlocul lunii iulie, el a început să se vindece. Boala l-a făcut pe Filip moștenitor prezumptiv la tron și deci, în centrul atenției. De teama infecției, Filip nu a putut să-și viziteze fratele. În timpul crizei, regina Anna s-a apropiat de fiul ei mai mic, arătându-i mai multă afecțiune. După vindecarea lui Ludovic, Mazarin a deschis negocierile cu Spania, țara natală a reginei Anna. În 1658, Filip și-a achiziționat Castelul Saint Cloud, o construcție situată la aproximativ 10 kilometri vest de Paris.

La 8 octombrie 1658, proprietarul lui Barthélemy Hervart a organizat un ospăț somptuos la Saint-Cloud în onoarea familiei regale. Două săptămâni mai târziu, la 25 octombrie, Filip a cumpărat moșia pentru 240.000 livre și a început imediat îmbunătățirile la ceea ce era atunci o mică vilă. Cam în același timp Filip l-a întâlnit pe Armand de Gramont, conte de Guiche care era un playboy notoriu. Filip a fost orbit de aroganța faimoasă a lui Guiche, are era exilat de la Curte de Mazarin. Zvonurile de la Curte spuneau că de fapt Filip avea ca metresă pe Laura Mancini, nepoata lui Mazarin și mama ducelui de Vendôme, mai târziu un soldat cu succes notabil și homosexual. Un alt iubit al lui Filip era Antoine Coiffier, marchiz d'Effiat. Acesta a intrat în viața lui Filip ca capitaine des chasses și a locuit în casa lui până la moartea lui Filip.
Scandalul în care a fost implicat Filip a pălit în fața atenției acordată căsătoriei regelui. Mazarin a început corespondența cu fratele reginei Anna, Filip al IV-lea al Spaniei, relație foarte fragilă în timpul războiului franco-spaniol din 1635. Tratatul de la Pyrenees a sfârșit războiul și a fost cimentat de căsătoria dintre Ludovic al XIV-lea și fiica lui Filip al IV-lea, Maria Tereza a Spaniei. Căsătoria a avut loc la 9 iunie 1660 la Saint-Jean-de-Luz.

## Duce de Orléans
Cum unchiul său Gaston a murit în februarie 1660 și nu avea nici un moștenitor pe linie masculină, Ducatul de Orléans a revenit lui Filip. Ducatul era unul dintre cele mai apreciate și revenea fratelui regelui. Ludovic al XIV-lea i-a acordat și titlul de Duce de Orléans la 10 mai 1661 împreună cu titlurile de duce de Valois și duce de Chartres cu acceptul Parlamentului din Paris.

## Căsătoria cu Minette

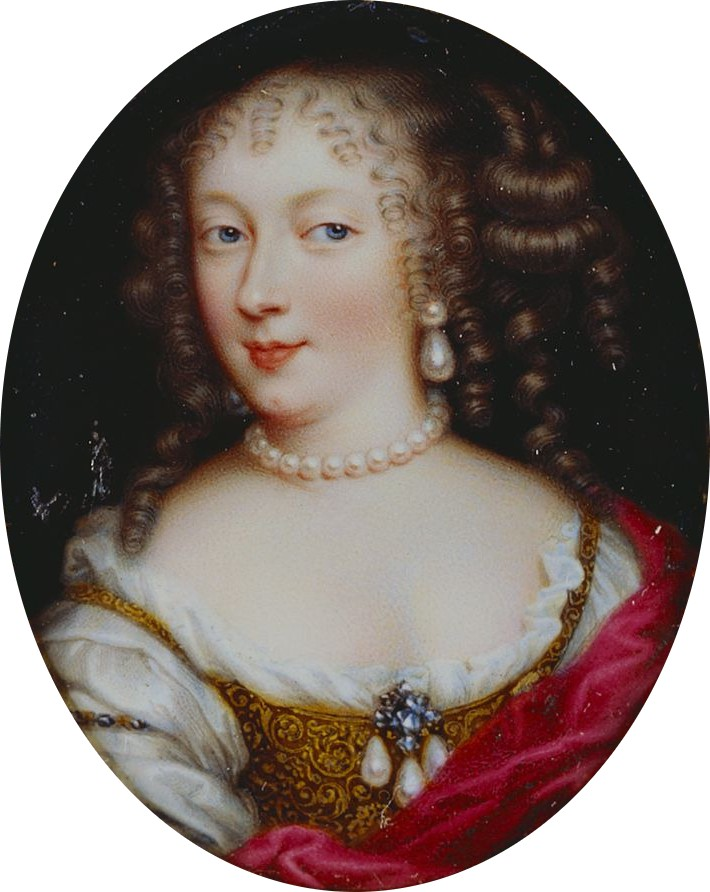
Prima soție a lui Filip, Minette, în 1660. A fost descrisă ca "o frumusețe de primăvară"

Filip fusese încurajat să o curteze pe verișoara sa mai mare Anne Marie Louise d'Orléans, fiica cea mare a lui Gaston și a primei lui soții, Marie de Bourbon. Cunoscută sub numele de Mademoiselle ea avea o avere imensă și a respins anterior pețitori cum ar fi Carol al II-lea al Angliei. Născută în 1627, ea a fost unica moștenitoare a mamei sale care a murit la naștere. Mademoiselle a refuzat căsătoria plângându-se că întotdeauna Filip stătea lângă mama sa ca și cum ar fi fost ,,un copil". Mademoiselle a rămas nemăritată, iar Filip s-a căsătorit cu o altă verișoară primară, Prințesa Henrietta a Angliei, fiica cea mică a regelui Carol I al Angliei și a soției lui regina Henrietta Maria (fiica regelui Henric al IV-lea al Franței).
Henrietta s-a născut la Exeter, a primit numele de Anne în onoarea reginei Anne și a locuit în Franța de la vârsta de doi ani, când a fost scoasă din Anglia de contesa de Morton. Henrietta a locuit împreună cu mama sa, regina Henrietta Maria la Palatul Regal și la Luvru. A vizitat Anglia la sfârșitul anului 1660 pentru a-și vizita sora, Prințesa de Orange care mai târziu s-a îmbolnăvit de variolă și a murit. Mâna Henriettei a fost cerută la 22 noiembrie 1660 în timp ce era în Anglia. Cuplul a semnat contractul de căsătorie la Palatul Regal la 30 martie 1661, ceremonia de căsătorie având loc a doua zi în aceeași clădire. Zestrea promisă a fost uriașă, de 840.000 de livre. Cunoscută ca Henriette d'Angleterre în Franța și ca Minette de către apropiați, oficial i s-a spus  Madame și a fost mereu populară la Curte. Mai târziu, zvonurile au spus că tatăl primului copil al Minettei a fost regele.

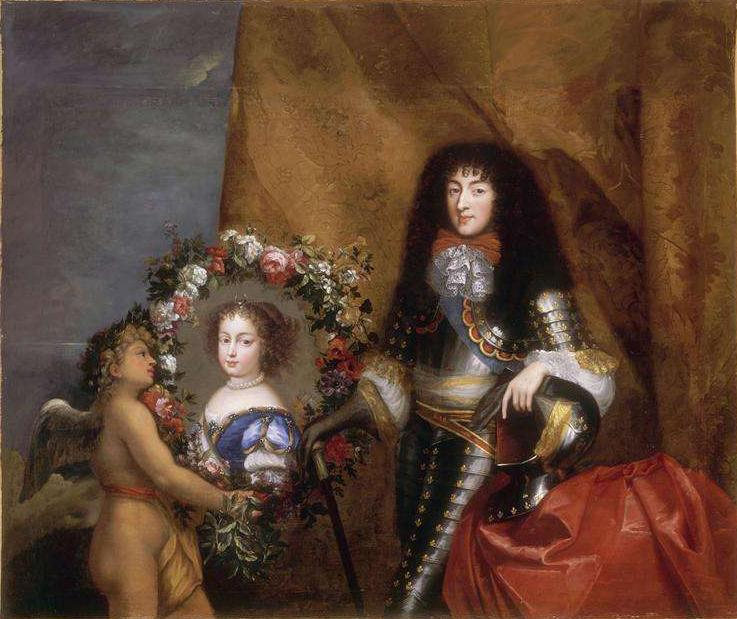
Filip și fiica sa favorită Marie Louise, c.1670, de Pierre Mignard.

Minette și ,,flirtul" cu regele a început în vara anului 1661 în timp ce proaspeții căsătoriți locuiau la Palatul Fontainebleau pe timpul verii. Filip s-a plâns mamei sale despre intimitatea afișată dintre Ludovic al XIV-lea și Minette provocând-o pe regina Anne să-și mustre atât fiul cât și nora. Relațiile s-au tensionat în continuare atunci când s-a pretins că Minette l-a sedus pe vechiul iubit Guiche a lui Filip..
La începutul anului 1662, cuplul s-a mutat de la Tuileries la Palatul Regal. În martie Filip devine tată, Minette dă naștere unei fiice care va primi numele de Marie Louise, și va fi viitoarea soție a lui Carol al II-lea al Spaniei și fiica favorită a lui Filip. Dezamăgirea Minettei a fost mare când a constatat că a născut o fiică și nu un fiu; ea a remarcat că ar fi trebuit ,,s-o arunce în râu!" , afirmație care a jignit-o pe regina Anne, care și-a adorat prima nepoată.
Fiica Minettei și a lui Filip a fost botezată Marie Louise la 21 mai 1662. În aceeași zi, Filip a luat parte la celebrul Carrousel du Louvre unde a fost îmbrăcat extravagant ca rege al Persiei. În 1664, Minette dă naștere unui alt copil la Fontainebleau; un fiu dorit care primește titlul de Duce de Valois. Filip i-a scris cumnatului său, Carol al II-lea al Angliei, ,,în această dimineață sora ta a născut un băiat. Copilul pare a fi sănătos." Cu toate acestea, fiul a murit în 1666 de convulsii; cu câteva ore înainte de deces a fost botezat Philippe Charles d'Orléans. Pierderea micului duce de Valois a afectat-o profund pe Minette.
În 1668 Filip și-a întâlnit iubirea vieții. Filip de Lorena cunoscut drept Chevalier de Lorraine a fost membru al Casei de Lorena și deținea rangul de Prinț Străin la curtea franceză, vărul său fiind conducătorul Ducatului Lorena.
În 1667, Filip a luptat cu distincție în 1667 la campania militară împotriva Flandrei, în timpul războiului de descentralizare.  Monsieur  a reluat comanda militară în 1672, iar în 1677 a câștigat o mare victorie în Bătălia de la Cassel, unde a luptat împotriva viitorului rege William al III-lea al Angliei în apropierea orașului Cassel în nordul Franței.
Cuplul a avut ultimul lor copil în august 1669. Copilul, o fiică și o altă dezamăgire, a fost botezat Anne Marie la 8 aprilie 1670 de episcopul de Vabres. Când regina Henriette Marie a murit, Prințesa Anne a Angliei a venit să locuiască cu Filip și Minette până la decesul Minettei. Ulterior, Cavalerul de Lorena și marchizul d'Effiat au fost acuzați că au otrăvit-o pe Minette, deși autopsia a arătat că Minette a murit de peritonită, cauzată de un ulcer perforat..

## Căsătoria cu Liselotte

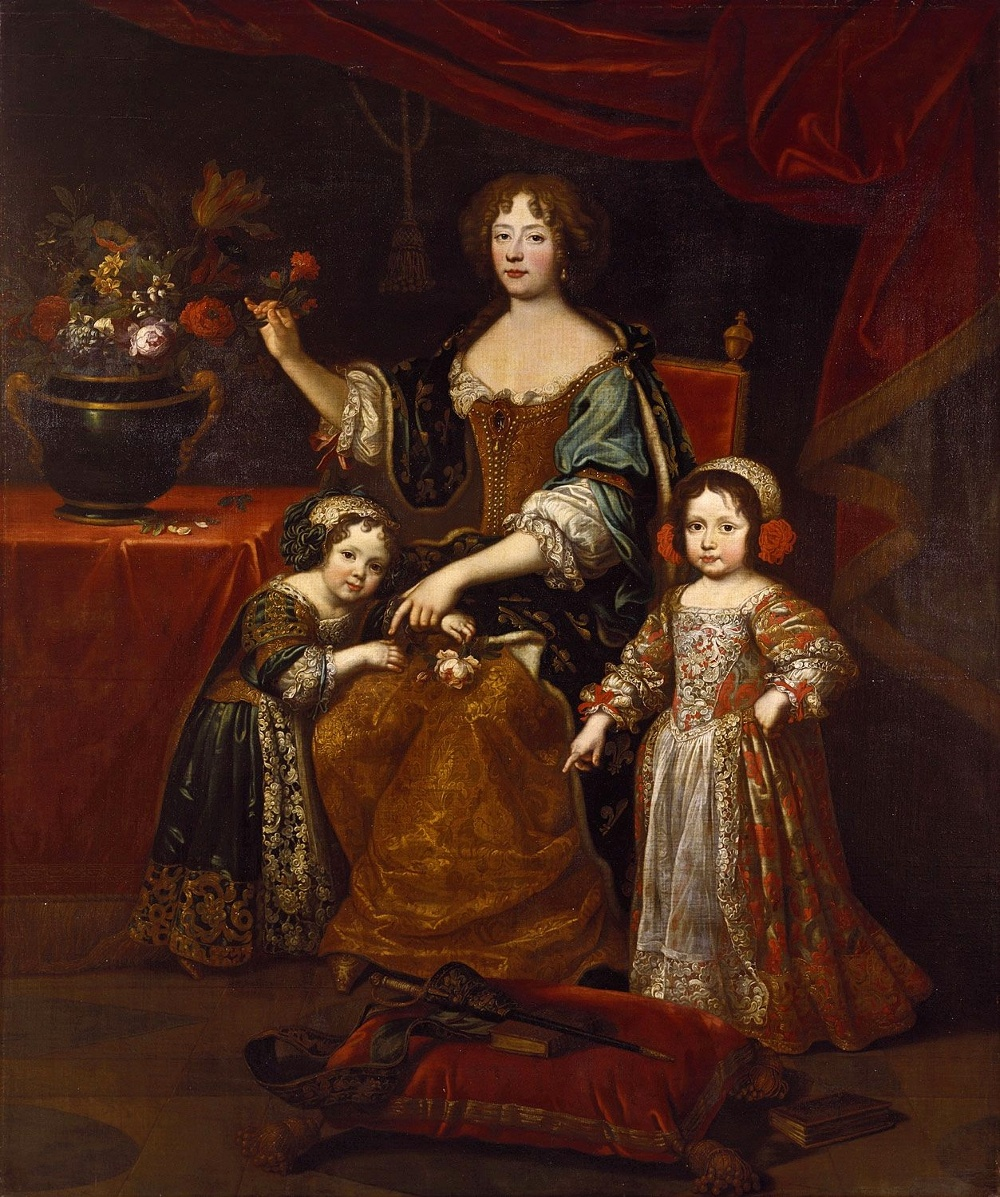
Liselotte cu cei doi copii ai ei, Élisabeth Charlotte d'Orléans și Filip al II-lea, Duce de Orléans, c.1679.

După moartea soției sale la 26 de ani, prințesa palatină Anna Gonzaga, aranjează cea de-a doua căsătorie cu nepoata soțului ei, Elisabeth Charlotte fiica lui Carol I, Elector Palatin. "Liselotte" s-a convertit la romano-catolicism, înainte de intrarea în Franța, în noiembrie 1671. Când s-au căsătorit, ea avea 19 ani, iar el 31 de ani. Liselotte a devenit cunoscută prin sinceritatea ei bruscă, poziția verticală și lipsa de vanitate. Scrisorile arată modul în care aceasta a renunțat să împartă patul cu Filip, la cererea acestuia, după nașterea copiilor, și modul în care a îndurat prezența favoriților de sex masculin ai soțului ei în casa lor.
Cuplul a fost foarte fericit în primii cinci ani de căsătorie. Cavalerul era în Italia, însă s-a întors în primăvara anului 1672. Anul următor, în iunie 1673, Liselotte a născut un băiat numit Alexandre Louis și care a primit titlul de Duce de Valois. Copilul a murit în 1676. Al doilea fiu s-a născut în 1674 și apoi o fiică în 1676 după care, printr-un acord mutual, au dormit în paturi separate. Singurul fiu al lui Flip care a supraviețuit, Philippe, mai târziu a ajuns regent al Franței în timpul minoratului lui Ludovic al XV-lea al Franței. Philippe s-a căsătorit cu Françoise Marie de Bourbon, fiica recunoscută a regelui Ludovic al XIV-lea cu metresa sa, Madame de Montespan.
Liselotte s-a purtat ca o mamă și cu copii lui Filip cu Minette și a menținut corespondența cu ei până în ultima zi. Totuși, copilul favorit al lui Filip a fost primul lui copil, Marie Louise. În 1680, Cavalerul de Lorena a fost prins din nou în mijlocul unui scandal sexual, de data asta cu Contele de Vermandois, fiul lui Ludovic al XIV-lea cu metresa sa Louise de La Vallière. Prințul Conti a fost de asemenea implicat.
Filip și Liselotte au avut 3 copii:
- Alexandre Louis de Orléans, duce de Valois (1673 – 1676)
- Filip, Duce de Orléans, Regent al Franței (1674 – 1723)
- Élisabeth Charlotte de Orléans (1676 – 1744)